# 船橋本線料金所
船橋本線料金所（ふなばしほんせんりょうきんじょ）は京葉道路における本線料金所であり、下り線では船橋ICの先、上り線では船橋ICに併設されている。
下り線では篠崎IC・京葉市川IC・原木ICの各ICから花輪IC・幕張IC・武石ICまでの通行料金（A区間とB区間の通行料金）（幕張IC-武石ICは本来C区間だが、武石ICに料金所がないため、同区間の通行料金は不要）を徴収し、上り線では、武石IC・幕張IC・花輪ICから原木IC・京葉市川IC・篠崎ICまでの通行料金（B区間とA区間の通行料金）を徴収する。双方とも普通車250円（大型車380円、特大車880円）。

## 料金所施設

### 篠崎・東京方面
- ブース数：8
  - ETC専用：3
  - ETC/一般：1
  - 一般：4

### 宮野木・市原・木更津方面
- ブース数：8
  - ETC専用：4
  - 一般：4

## ETC関連
上下線でゲート運用予告表示器が設置されていて、上り線では、予告音声が流れる。

## 隣
E14 京葉道路
(4)船橋IC - 船橋TB - (5)花輪IC